# Alan Rojas
Alan Rubén Rojas Domínguez, noto semplicemente come Alan Rojas (20 ottobre 1998), è un giocatore di calcio a 5 paraguaiano.

## Carriera
Rojas ha disputato, con la Nazionale Under-20 di calcio a 5 del Paraguay, il campionato sudamericano 2018, concluso dai Guaraní al terzo posto. Tre anni più tardi figura tra i convocati della nazionale maggiore alla Coppa del Mondo. Rojas ha inoltre partecipato alla Copa América 2022, in cui il Paraguay ha vinto la medaglia d'argento.

## Palmarès
- Campionato paraguaiano: 4
Cerro Porteño: 2018, 2019, 2021, 2022